# Shōjirō Ishibashi
Pour les articles homonymes, voir Ishibashi.
Shōjirō Ishibashi (石橋 正二郎, Ishibashi Shōjirō, 1er février 1889 - 11 septembre 1976) est un homme d'affaires japonais, fondateur de la société Bridgestone, plus grand fabricant mondial de pneus, en 1931 dans la ville de Kurume, préfecture de Fukuoka au Japon. Bridgestone tient son nom de celui de son fondateur : ishi signifie « pierre », en japonais, et bashi(/hashi) « pont », d'où l'origine du nom de la société en anglais.
Yasuko Hatoyama (en), fille d'Ishibashi, devient héritière de sa considérable fortune et utilise l'héritage pour financer les causes politiques de sa famille. Elle épouse Iichirō Hatoyama, ancien ministre des Affaires étrangères du Japon. Le couple a deux fils, les petits-enfants d'Ishibashi — les hommes politiques Kunio Hatoyama, qui sert comme ministre des Affaires intérieures et des Communications, et Yukio Hatoyama, Premier ministre du Japon du 16 septembre 2009 au 8 juin 2010,.
La devise d'Ishibashi pour Bridgestone était de « servir la société avec des produits de qualité supérieure ». Il fonde, à Tokyo, le centre culturel Ishibashi ainsi que le musée d'art Bridgestone et est un des principaux bienfaiteurs du musée d'art moderne de Tokyo, ayant également construit le bâtiment dans lequel celui-ci est abrité.